# Joseph-Antoine-Jacques Richier de Cerisy
Joseph-Antoine-Jacques Richier de Cerisy (né en 1708 à Cerisy-la-Salle, mort à Montpellier le 14 juillet 1771) est un ecclésiastique qui fut évêque de Lombez de 1751 à 1771.

## Biographie
Joseph-Antoine-Jacques Richier est le fils de Jacques Richier (1674-1715), né en 1708, dans le diocèse de Coutances. Reçu en Sorbonne, il est d'abord chanoine puis grand archidiacre et enfin vicaire général de l'archidiocèse de Rouen, il est pourvu en commende en 1744 de l'abbaye de Notre-Dame de Chaâge au diocèse de Meaux. 
Il est désigné comme évêque de Lombez en 1751. Confirmé le 19 juillet, il est consacré en août suivant par le cardinal Nicolas de Saulx-Tavannes, archevêque de Rouen.
Dès 1759 il prend la défense de l'ordre des Jésuites dans une lettre adressée au pape.
Il constate « après les recherches les plus exactes, il n'avait pu trouver aucune preuve, ni même aucune trace ni vestige que la cathédrale Sainte-Marie de Lombez ait jamais été consacrée. », elle ne le fut donc qu'en 1770.

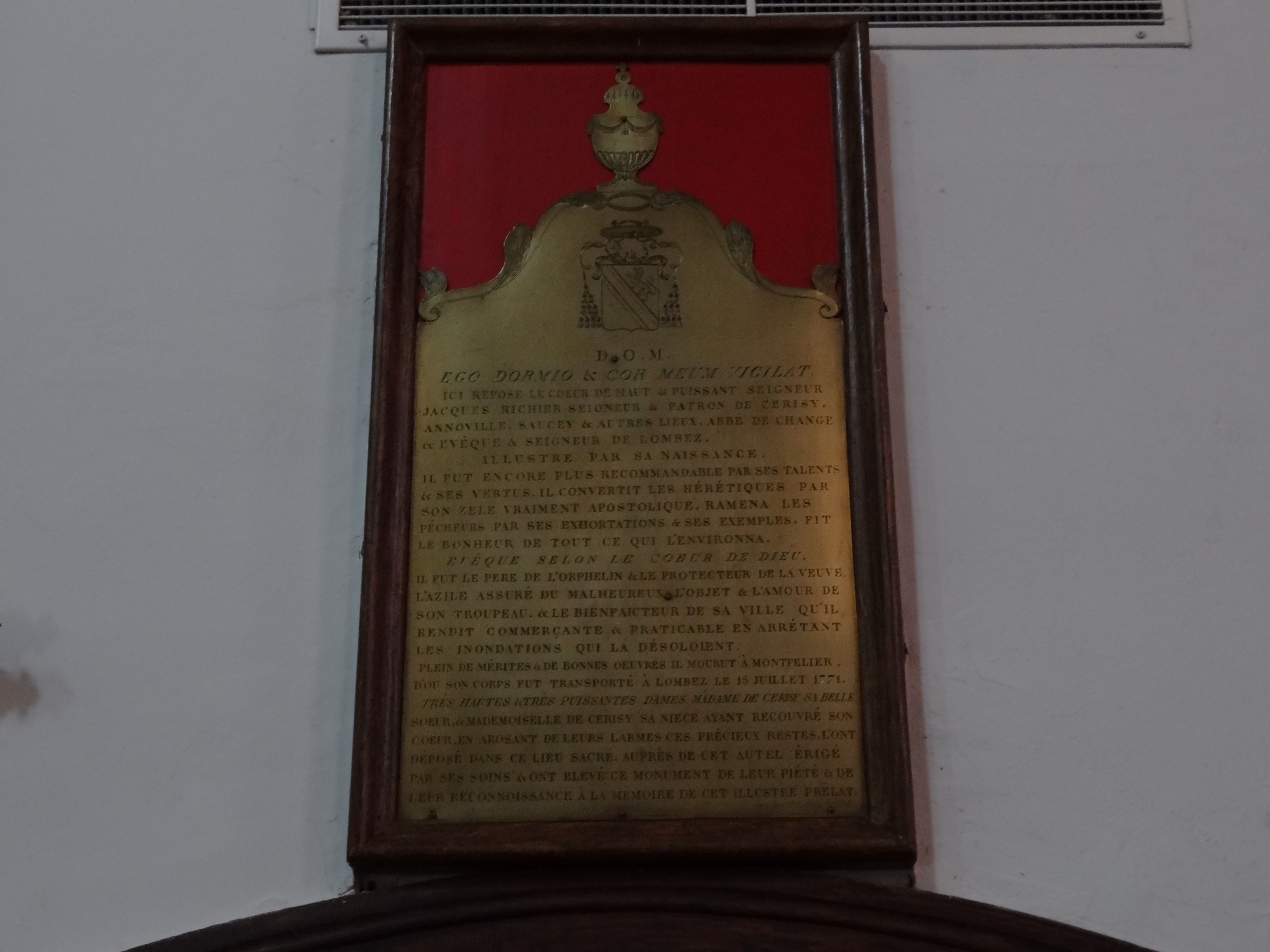
La plaque contenant le cœur de Joseph-Antoine-Jacques Richier de Cerisy dans l'église Saint-Pierre-et-Saint-Paul à Cerisy-la-Salle (Manche).

Il meurt en 1771 à Montpellier. Son corps fut déposé dans la cathédrale de Lombez tandis que son cœur est rapporté dans l'église de son village natal de Cerisy-la-Salle où est apposée une plaque en son hommage.